# XXXXI Corpo de Exército (Alemanha)
O XXXXI Corpo de Exército (em alemão: XXXXI. Armeekorps) foi um Corpo de Exército da Alemanha na Segunda Guerra Mundial. Foi formado no dia 24 de fevereiro de 1940 em Wehrkreis VIII. O seu stab foi transferido para o XXXXI. Panzerkorps no dia 10 de julho de 1942.

## Comandantes
| Comandante                                     | Data                                                    |
| ---------------------------------------------- | ------------------------------------------------------- |
| General der Panzertruppen Georg-Hans Reinhardt | 15 de fevereiro de 1940 - 5 de outubro de 1941          |
| Generalleutnant Otto Ottenbacher               | 6 de outubro de 1941) - 13 de outubro de1941 m.d.F.b.   |
| Generalleutnant Friedrich Kirchner             | 13 de outubro de 1941 - 15 de novembro de 1941 m.d.F.b. |
| General der Panzertruppen Walter Model         | 15 de novembro de 1941 - 14 de janeiro de 1942          |
| General der Panzertruppen Josef Harpe          | 15 de janeiro de 1942 - 9 de julho de 1942              |

## Chef des Stabes
| Oberst i.G. Hans Roettiger          | 15 de fevereiro de - 1 de janeiro de 1942  |
| Oberst i.G. August-Viktor von Quast | 8 de janeiro de 1942 - 9 de julho de 1942? |

## Oficiais de Operações (Ia)
| Major i.G. Klostermann  | 1941                      |
| Major i.G. Claus Berger | 1942 - 9 de julho de 1942 |

## Área de Operações
| Alemanha                       | fevereiro de 1940 - maio de 1940 |
| Países Baixos & França         | maio de 1940 - março de 1941     |
| Hungria & Iugoslávia           | março 1941 - junho de 1941       |
| Prússia Oriental               | junho de 1941 - julho de 1941    |
| Frente Oriental, setor norte   | julho de 1941 - outubro de 1941  |
| Frente Oriental, setor central | outubro de 1941 - julho de 1942  |

## Serviço de Guerra
| Data              | Exército           | Grupo de Exército | Lugar                |
| ----------------- | ------------------ | ----------------- | -------------------- |
| maio de 1940      | 12º Exército       | A                 | Sedan, Cambrai       |
| junho de 1940     | 12º Exército       | A                 | Aisne, Westalpen     |
| julho de 1940     | BdE                |                   | Heimat               |
| setembro de 1940  | 16º Exército       | A                 | Países Baixos        |
| janeiro de 1941   | 1º Exército        | D                 | arredores de Paris   |
| abril de 1941     | 1º Grupo Panzer    | OKH               | Servia, Belgrado     |
| maio de 1941      | 4º Grupo Panzer    | C                 | Prússia Oriental     |
| junho de 1941     | 4º Grupo Panzer    | Nord              | Dünaburg, Leningrado |
| outubro de 1941   | 3º Grupo Panzer    | Nord              | Wjasma, Moscou       |
| janeiro de 1942   | 3º Exército Panzer | Mitte             | Welish               |
| fevereiro de 1942 | 9º Exército        | Mitte             | Welish, Rshew        |

## Organização
2 de outubro de 1941
14ª Divisão de Infantaria motorizada
6ª Divisão de Infantaria
36ª Divisão de Infantaria motorizada
1ª Divisão Panzer
24 de dezembro de 1941
36ª Divisão de Infantaria motorizada
1ª Divisão Panzer
2ª Divisão Panzer
11 de janeiro de 1942
36ª Divisão de Infantaria motorizada
2ª Divisão Panzer
13 de abril de 1942
36ª Divisão de Infantaria motorizada
342ª Divisão de Infantaria
22 de abril de 1942
342ª Divisão de Infantaria
Parte da 2ª Divisão Panzer
36ª Divisão de Infantaria motorizada
Parte da 6ª Divisão Panzer
10 de maio de1942
161ª Divisão de Infantaria
36ª Divisão de Infantaria motorizada
342ª Divisão de Infantaria